# Château du Saix
Ne doit pas être confondu avec Château de Saix.
Le château du Saix (saxum) est une ancienne maison forte, du XIIe siècle, qui se dresse sur la commune de La Roche-sur-Foron dans le département de la Haute-Savoie en région Auvergne-Rhône-Alpes.

## Toponyme
Le toponyme de Saix — tout comme les formes patoises scex, sex, etc. (prononcées sé) — vient du latin saxum et désigne un « roc, rocher »,. Ce nom est assez répandu et il peut parfois porter à confusion entre différents sites.

## Situation
La maison forte du Saix, parfois dite, Saix de La Roche, est située dans le département français de la Haute-Savoie sur la commune de La Roche-sur-Foron. Il s'agit de la première fortification installée sur le rocher qui se détache du plateau de la Borne (ou des Bornes),. Il est installé sur la partie nord de ce rocher,.
Il contrôle ainsi la route en provenance du col d'Évires — et par-delà de la ville d'Annecy, dans le comté de Genève — vers la vallée de l'Arve et le Faucigny, et les routes vers les villes de Bonneville, Annemasse et, plus en aval, Genève,. 

## Historique
La première mention du site de La Roche remonte au début du XIe siècle, selon les documents les plus anciens conservés. L'origine du château du Saix quant à elle reste mal connue. Certains auteurs mentionnent le damoiseau Jean du Saix, au XIIe siècle, qui serait à l'origine de l'édification de la fortification,, mais sans preuve. À son pied se trouve l'une des quatre portes de la première enceinte fortifiée de la Roche : la porte « Saint-Martin », dont il ne subsiste aujourd'hui que l'arc. Cette première enceinte enchemisait autrefois le château du Saix ainsi que celui de l'Échelle situé juste à côté, dont le pourpris des deux demeures était séparé par une autre porte appelée porte « Dompmartin », qui existe encore de nos jours.
Au XIIIe siècle, un bourg se développe autour de la fortification. Deux rues se développent se croisant au niveau de l'église paroissiale. Une première la route menant à Genève, dite la rue de la Perrine, et une seconde, à angle droit en direction des cités de Bonne et de Bonneville, dite la rue du Silence. Une première enceinte semble déjà exister au cours de ce siècle, et agrandie au siècle suivant.
La première mention dans les documents du Saix est au XVIe siècle. Il est alors possession des Genève-Lullin, une branche bâtarde des comtes de Genève, née des amours du comte Guillaume III de Genève et d'Émeraude de La Frasse. Son propriétaire est François-Prosper de Genève-Lullin, compagnon d'armes du duc Emmanuel-Philibert de Savoie à la bataille de Saint-Quentin.
Le château est vendu, en 1597, à Antoine Saultier de la Balme,, capitaine de la ville de La Roche. Les Saultier de la Balme possédaient une maison forte à côté de l'église. Le seigneur Saultier de la Balme revend le Saix pour 5 500 florins à Louise Perrucard de Ballon (1591-1668), supérieure des religieuses Bernardines, cisterciennes réformées, qui en fait un monastère, en 1626,,. Les Bernardines ne gardent pas longtemps la maison forte. En 1670, les sœurs quittent le Saix.
Il devient la propriété des Perrucard de Ballon. En 1698, Jacques-André de l'Allée épouse Françoise Perrucard de Ballon, et le château échoit à leur fille Françoise mariée à Jean-Claude de Chissé de Pollinges.[réf. nécessaire] Il appartient, en 1730, au baron de la Tournette.
Le château devient la propriété de la famille Arestan, une famille de la bourgeoisie de robe présente à La Roche depuis le début du XVIIe siècle.
En 1737, c'est au tour d'André Arestan (1698-1746) d'en être le propriétaire. Décédé célibataire, c'est sa sœur Marie-Josephte (1697-1747) qui en hérite, puis son mari Joseph Dard (1697-1769) secrétaire insinuateur. La famille Dupont hérite de la bâtisse en 1804 et la conserve pendant près d'un siècle. C'est finalement en 1896 que Claude-Auguste Arestan (1864-1916) rachète le château à Hector Dupont, notaire au Villard. Il entreprend dès lors un vaste chantier de restauration et de modernisation jusqu'en 1901. Les Arestan redeviennent les propriétaires de la maison forte.[réf. nécessaire]

### Propriétaires successifs
- XIIe siècle : Jean du Saix fait édifier cette maison forte, dont le rôle restera militaire pendant près de cinq siècles
- XVIe siècle : François-Prosper de Genève-Lullin achète la bâtisse
- 1597 : Antoine Saultier de La Balme rachète le château
- 1626 : Louise Perrucard de Ballon (1591-1668), supérieure des religieuses Bernardines, l'acquiert et en fait un monastère
- 1698 : le baron de la Tournette épouse l'héritière des Perrucard de Ballon
- 1737 : André Arestan (1698-1746) est le nouveau châtelain
- 1746 : la famille Dard en hérite
- 1804 : les Dupont héritent du château
- 1896 : la famille Arestan rachète la propriété

## Description
Cette ancienne maison forte, identifiable par sa tour quadrangulaire en pierre, signe d'une érection antérieure à 1180, est l'une de ces maisons nobles bâties à l'intérieur du plain-château.
Le château se compose de deux parties principales : le donjon qui surplombe la ville sur la falaise, possédant une magnifique terrasse et le corps de logis haut de deux étages.
La terrasse du donjon, qui s'étend devant la façade ouest, se situe au niveau du deuxième étage depuis la cour qui s'ouvre sur le Plain-Château. Cette cour, composée d'un parc, donne directement sur le château de l'Échelle.